# ابرعنکبوت!
ابرعنکبوت! (انگلیسی: Big Ass Spider!) فیلمی در ژانر کمدی ترسناک و علمی–تخیلی است که در سال ۲۰۱۳ منتشر شد.

## خلاصه فیلم
یک عنکبوت فضایی غول‌پیکر از آزمایشگاه ارتش می‌گریزد و به شهر لس‌آنجلس یورش می‌آورد. گروهی از دانشمندان مامور می‌شوند تا به کمک ارتش شهر را نجات دهند...

## بازیگران
- گرگ گرانبرگ در نقش الکس ماتیس
- ری وایز در نقش براکستون تانر
- کلیر کریمر در نقش کارلی برانت
- لوید کافمن در نقش خودش
- پاتریک بوشو در نقش لوکاس
- لومباردو بویار در نقش خوزه راموس